# Shogo Shiozawa
Shogo Shiozawa (født 9. september 1982) er en japansk fodboldspiller.
Han har spillet for flere forskellige klubber i sin karriere, herunder Mito HollyHock, Matsumoto Yamaga FC og AC Nagano Parceiro.